# Simmonds Spartan
Pour les articles homonymes, voir Simmonds.
Le Simmonds Spartan est un avion britannique biplace biplan construit vers la fin des années 1920 par Simmonds Aircraft Limited.

## Histoire
Pas satisfait du coût élevé de fabrication de l'aviation légère, Oliver Simmonds a conçu et construit un biplan à deux places en bois en 1928. Pour réduire les coûts d'entretien, les quatre ailes et les ailerons étaient les mêmes, ce qui permettait qu'une aile de rechange pouvait être utilisé dans n'importe quelle position. Propulsé par un moteur Cirrus III, le prototype immatriculé G- EBYU a volé la première fois à temps pour participer à la King's Cup Race (Course de la Coupe du Roi) de 1928. L'avion a effectué, lors du Berlin Aero Show le 24 octobre 1928, un vol de 7 heures et 10 minutes non-stop.
La production a commencé à Woolston dans la banlieue de Southampton dans le Hampshire, avec l'assemblage final et le test de vol à l'aérodrome de Hamble.

Quarante-neuf avions ont été construits, beaucoup pour l'exportation, avec comme principaux clients en Nouvelle-Zélande. Localement, 12 appareils ont été livrés aux services nationaux de vol pour l'entrainement des pilotes. Trois autres avions ont opéré sur les flotteurs pour les Fidji et la Nouvelle-Zélande.

Bien que pas aussi célèbre que les autres avions de la période, un avion a été équipé de skis et a couvert plus de 45 000 miles (83 000 km) dans les chaînes de montagnes norvégiennes.

Trois autres avions ont été construits comme trois places, avec deux passagers en tandem devant le pilote, qui ont été principalement utilisés pour le vol d'agrément.
En raison du succès du Spartan, la société elle-même a été rebaptisé Spartan Aircraft Limited et développé la conception dans le biplace Spartan Arrow et le trois places Spartan Three Seater.

## Opérateurs
Ces avions ont opéré pour des clubs d'aviation et usage privé:
 Australie
 Canada
 Fiji
- Fiji Airways

 Inde
 Nouvelle-Zélande
- New Zealand Airways

 Norvège
 Afrique du Sud
- South African Air Force

 Royaume-Uni
- National Flying Services